# Llerasia
 Llerasia   Triana, 1858 è un genere di piante angiosperme dicotiledoni della famiglia delle Asteraceae, sottofamiglia Asteroideae, tribù Astereae (Basal grade) e sottotribù Chiliotrichinae.

## Etimologia
Il nome scientifico del genere è stato definito dal botanico José Jéronimo Triana (1834-1890) nella pubblicazione " Annales des Sciences Naturelles; Botanique" ( , Ann. Sci. Nat., Bot. sér. 4, 9: 37) del 1858.

## Descrizione
Portamento. Le specie di questo genere hanno un habitus di tipo arbustivo, piccolo-arboreo o tipo vite.
Fusto. La parte aerea in genere è eretta e densamente ramificata. Le superfici possono avere delle ghiandole punteggiate.
Foglie. Le foglie sono disposte in modo alternato e sono brevemente picciolate. Le foglie, intere o dentate, sono coriacee. La superficie abassiale (o le parti inferiori delle foglie) è densamente tomentosa. Le venature sono pennate.
Infiorescenza. Le sinflorescenze sono composte da diversi capolini in formazioni corimbose. Le infiorescenze vere e proprie sono composte da un capolino terminale peduncolato con fiori spesso omogami. I capolini sono formati da un involucro, con forme cilindriche, composto da diverse brattee, al cui interno un ricettacolo fa da base ai fiori di due tipi: fiori del raggio (qui assenti) e fiori del disco. Le brattee, decidue, ottuse e a consistenza erbacea, sono disposte in modo più o meno embricato fortemente scalate su 4 - 6 serie. Il ricettacolo è nudo ossia senza pagliette o parzialmente con pagliette a protezione della base dei fiori; la forma è colonnare.
Fiori.  I fiori sono tetra-ciclici (formati cioè da 4 verticilli: calice – corolla – androceo – gineceo) e pentameri (calice e corolla formati da 5 elementi). Si distinguono in:
- fiori del raggio (esterni): sono assenti;
- fiori del disco (centrali): sono da 3 a 15 con forme tubulose (attinomorfe); sono ermafroditi o (raramente) funzionalmente maschili.

- Formula fiorale:

*/x K {\displaystyle \infty }, [C (5), A (5)], G 2 (infero), achenio
- Calice: i sepali del calice sono ridotti ad una coroncina di squame.

- Corolla: (fiori del disco) la forma è tubulare divaricata in 5 ampi lobi; i lobi, profondamente divisi, patenti o eretti, hanno una forma oblunga-lineare; il colore è giallo.

- Androceo: l'androceo è formato da 5 stami sorretti da filamenti generalmente liberi; gli stami sono connati e formano un manicotto circondante lo stilo; le teche (produttrici del polline) alla base sono troncate e sono lievemente auricolate (molto raramente sono speronate o hanno una coda); le appendici apicali delle antere hanno delle forme piatte e lanceolate; il tessuto endoteciale (rivestimento interno dell'antera) è quasi sempre polarizzato (con due superfici distinte: una verso l'esterno e una verso l'interno). Il polline è sferico con un diametro medio di circa 25 micron;  è tricolporato (con tre aperture sia di tipo a fessura che tipo isodiametrica o poro) ed è echinato (con punte sporgenti).[9][11]

- Gineceo: l'ovario è infero uniloculare formato da 2 carpelli.[5] Lo stilo (il recettore del polline) è profondamente bifido (con due stigmi divergenti) e con le linee stigmatiche marginali separate; alla base è bulboso.[12] I due bracci dello stilo hanno una triangolare e possono essere papillosi o ricoperti da ciuffi di peli.

Frutti. I frutti sono degli acheni con pappo; in alcune specie è presente un certo dimorfismo (gli acheni dei fiori del raggio differiscono dagli acheni dei fiori del disco);
- achenio: gli acheni, con forme prismatiche a 3 - 5 angoli con 5 - 9 nervature laterali; la superficie è cosparsa da setole, qualche volta punteggiata da ghiandole o papillosa; la parete dell'achenio è formata da celle contenenti rafidi ma prive di fitomelanina; il carpoforo normalmente è anulare; le setole con punte a forma di ancora non sono presenti;
- pappo: il pappo, bianco o fulvo, è formato da 2 - 3 serie di setole appiattite.

## Biologia
Impollinazione: l'impollinazione avviene tramite insetti (impollinazione entomogama tramite farfalle diurne e notturne).

Riproduzione: la fecondazione avviene fondamentalmente tramite l'impollinazione dei fiori (vedi sopra).

Dispersione: i semi (gli acheni) cadendo a terra sono successivamente dispersi soprattutto da insetti tipo formiche (disseminazione mirmecoria). In questo tipo di piante avviene anche un altro tipo di dispersione: zoocoria. Infatti gli uncini delle brattee dell'involucro (se presenti) si agganciano ai peli degli animali di passaggio disperdendo così anche su lunghe distanze i semi della pianta. Inoltre per merito del pappo il vento può trasportare i semi anche a distanza di alcuni chilometri (disseminazione anemocora).

## Distribuzione e habitat
Le specie di questo genere sono distribuite in Sudamerica nord-occidentale.

## Sistematica
La famiglia di appartenenza di questa voce (Asteraceae o Compositae, nomen conservandum) probabilmente originaria del Sud America, è la più numerosa del mondo vegetale, comprende oltre 23.000 specie distribuite su 1.535 generi, oppure 22.750 specie e 1.530 generi secondo altre fonti (una delle checklist più aggiornata elenca fino a 1.679 generi). La famiglia attualmente (2021) è divisa in 16 sottofamiglie; la sottofamiglia Asteroideae è una di queste e rappresenta l'evoluzione più recente di tutta la famiglia.

### Filogenesi
La tribù Astereae (una delle 21 tribù della sottofamiglia Asteroideae) comprende circa 40 sottotribù. In base alle ultime ricerche nella tribù sono stati individuati (provvisoriamente) 5 principali lignaggi:
- Basal grade: include alcuni generi isolati, il gruppo "South American-Oceania",  alcune sottotribù africane e il gruppo dei generi legnosi del Madagascar.
- Bellis lineage: comprende le sottotribù eurasiatiche e una sottotribù africana.
- Aster lineage: include i generi asiatici di Asterinae e i principali gruppi dell'Australia e dell'Oceania.
- Baccharis lineage: include alcuni gruppi sudamericani.
- North American lineage: include la vasta gamma di sottotribù del Nordamerica, Messico e alcuni gruppi distribuiti nel Sudamerica.

Il genere Llerasia (insieme alla sottotribù Chiliotrichinae) è incluso nel lignaggio "Basal grade". In particolare fa parte del sottogruppo relativo agli areali del Sudamerica. Le specie di questo gruppo sono caratterizzate da un livello di ploidia 2x o 4x. La sottotribù è suddivisa in tre cladi (o gruppi): Chiliotrichum clade - Nardophyllum clade - Llerasia clade. Il genere Llerasia è incluso nel clade "Llerasia" insieme ai generi Ocyroe - Haroldia. Questi generi condividono le seguenti caratteristiche morfologiche: il pappo di setole affusolate, le corolle con pubescenze ghiandolari nella porzione centrale del tubo compreso un rigonfiamento globoso non visibile alla base del tubo, le antere con alla base un colletto sclerificato e rami dello stilo lunghi e acuti. Il genere Haroldia risulta in posizione intermedia tra i cladi Llerasia e Nardophyllum e comunque più vicino al clade Llerasia.
In precedenti trattazioni questo genere è descritto all'interno della sottotribù Hinterhuberinae (ora sinonimo della sottotribù Baccharidinae).
I caratteri distintivi del genere di questa voce sono:
- le sinflorescenze sono formate da diversi capolini in formazioni corimbose;
- il ricettacolo è colonnare;
- i capolini sono omogami senza i fiori del raggio.

### Elenco delle specie
Questo genere ha 14 specie:
- Llerasia assuensis (Kunth) Cuatrec.
- Llerasia beckii  Cabrera
- Llerasia boliviensis  (Cabrera) Cuatrec.
- Llerasia caucana  (S.F.Blake) Cuatrec.
- Llerasia fuliginea  (Kunth) Cuatrec.
- Llerasia hutchisonii  Cuatrec.
- Llerasia hypoleuca  (Turcz.) Cuatrec.
- Llerasia ledifolia  (S.F.Blake) Cuatrec.
- Llerasia lindenii  Triana
- Llerasia macrocephala  (Rusby) Pruski
- Llerasia pascoensis  Sagást. & M.O.Dillon
- Llerasia rufescens  (S.F.Blake) Cuatrec.
- Llerasia sanmartinensis  Sagást. & M.O.Dillon
- Llerasia soratensis  (S.F.Blake) Cuatrec.

### Sinonimi
Sono elencati alcuni sinonimi per questa entità:
- Neosyris Greene